# Булавко, Виктор Константинович
Виктор Константинович Булавко (10 ноября  1931, дер. Булавки, Калинковичский район, Гомельская область, Белорусская ССР — 8 октября 2015, Сергиев-Посад, Московская область, Российская Федерация) — советский вирусолог, военный медик, лауреат Государственной премии СССР.

## Биография
Кандидат медицинских наук. Полковник медицинской службы.
В годы Великой Отечественной войны — участник партизанского движения.
В 1954—1990 гг. — в Научно-исследовательском институте микробиологии Министерства обороны СССР, начальник ведущего отдела института.
Выйдя на пенсию, активно занимался общественной работой.

## Награды и звания
Лауреат Государственной премии СССР (1982).
Награжден медалью «За доблестный труд в Великой Отечественной войне 1941—1945 гг.».